# Mjöbäcks kyrka
Mjöbäcks kyrka är en kyrkobyggnad i Mjöbäck i Svenljunga kommun. Den tillhör sedan 2014 Mjöbäck-Holsljunga församling (tidigare Mjöbäcks församling) i Göteborgs stift.

## Historia
Mjöbäcks gamla kyrka var uppförd 1658 i trä med en plan om 20 x 7 meter och höjden drygt 4 meter. Den var liksom en kyrkogård belägen omkring 200 meter sydöst om den nuvarande kyrkplatsen vid gården Kullen. En plattgång med sammanbindande trappor leder från grinden i väster fram till ett stort träkors i öster. Den gamla kyrka föregicks troligen av en ännu äldre medeltida träkyrka, som förstördes genom brand i mitten av 1600-talet.

## Kyrkobyggnaden
Nuvarande kyrka uppfördes i trä 1851 i nyklassicistisk stil. Den är en enskeppig salkyrka i trä och består av ett långhus med femsidigt kor i öster, kyrktorn i väster samt vidbyggd sakristia i norr. Torntaket har en lanternin krönt med enkelt kors på klot.
Kyrkan har renoverats flera gånger, 1909, 1927, 1932–1933. År 1951 genomgick kyrkan en större renovering under ledning av länsarkitekten i Halmstad, Sture Langö. Sitt nuvarande utseende fick kyrkan genom en omfattande genomgång, som utfördes 1991-1992 av kyrkomålaren Rose Bergström, Lidhult.

## Inventarier
- Predikstol och altaruppsats tillverkades 1855 av Johannes Johansson i Mjöbäck, som med stor säkerhet hade hjälp av sin fader Johannes Andersson i Mjöbäck.
- Dopfunten är tillverkad av Carl-Johan Johansson (1861-1934) i Mjöbäck, en son till Johannes Johansson.
- Ett golvur, Ölsboklocka, tillverkad av Johannes Andersson i Mjöbäck
- Gångmattan är vävd på Kasthall i Kinna och är designad av textilkonstnären Elisabet Brenner, Holsljunga.
- Kormattan är från 1968 och är vävd av Agda Österberg.

### Klockor
I tornet finns två kyrkklockor som tidigare använts i den gamla kyrkan. 
- Storklockan göts om 1831 och har inskriptionen: Kommer efter detta ljud, att förenas med er Gud, Intet är på hela jorden bättre än försoningsorden.
- Lillklockan är gjuten 1773 och saknar inskription.

### Orgel
Orgelverket är byggt 1963 vid Tostareds Kyrkorgelfabrik. Vid en restaurering 1992 byggdes den ut med tre nya stämmor och den har nu arton stämmor fördelade på två manualer och pedal. Fasaden härstammar från 1875 års orgel, byggd av Hans Josefsson i Hajom.

## Interiörbilder

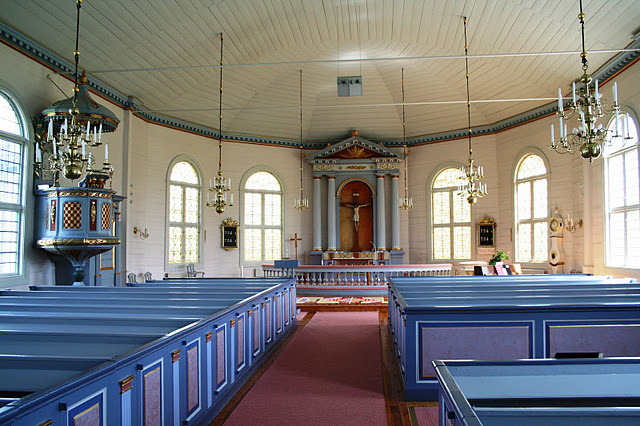
Kyrkorummet mot koret.
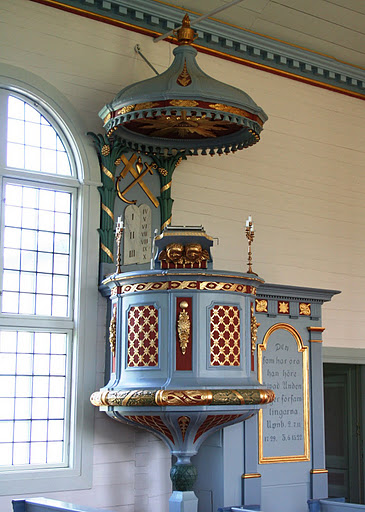
Predikstolen.
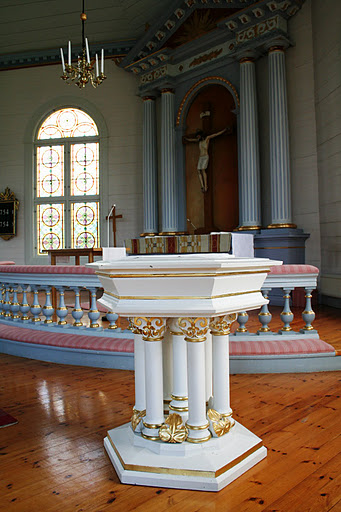
Dopfunten.